# HD 128207
HD 128207，又名CD-39 9050，SAO 205751、HR 5449，是一颗恒星，视星等为5.74，位于銀經323.84，銀緯18.35，其B1900.0坐标为赤經14h 30m 27.3s，赤緯-39° 18.35′ 29″。